# Křížová cesta (Radomyšl)
Křížová cesta v Radomyšli na Strakonicku vede od radomyšlského kostela svatého Martina v centru městečka cca 700 metrů východním směrem na návrší ke hřbitovu u poutního kostela svatého Jana Křtitele. Je chráněna jako nemovitá kulturní památka.

## Historie
Křížová cesta vede od východní brány bývalého hřbitova u kostela svatého Martina k poutnímu kostelu svatého Jana Křtitele vysvěceného roku 1736. Tvoří ji čtrnáct zděných, původně omítnutých kapliček s nikou, postavených roku 1762 ve směru z centra obce po levé straně cesty. Jako materiál ke stavbě byla použita místní žula. Obrazy jednotlivých zastavení jsou ze druhé poloviny 19. století, jejich autorem je Václav Ševele. Obrazy chrání masivní litinové okenice. Litinové jsou i kříže na vrcholech kapliček.
Roku 1764 byla v řadě s kapličkami vysazena lipová alej. Roku 1899 cestu přerušila železniční trať a po stavebních úpravách se tak jedna z kapliček ocitla zády k cestě na její opačné straně.